# 쿠안자노르트주

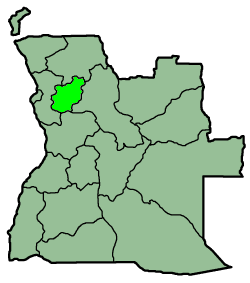
쿠안자노르트주의 위치

쿠안자노르트주(포르투갈어: província do Cuanza Norte)는 앙골라의 주로, 쿠안자강 북안에 있다. 주도는 은달라탄두이며 면적은 24,110 km2, 인구는 약 428,000명이다. 1988년 미국 정부의 통계 자료에 따르면 도시 지역에 거주하는 인구는 365,100명, 농촌 지역에 거주하는 인구는 18,000명이었다.